# Mistrzostwa Panamerykańskie w Judo 2007
32. Mistrzostwa panamerykańskie w judo odbywały się w dniach 24–27 maja 2007 roku w Montrealu. W tabeli medalowej tryumfowali judocy z Kuby.

## Klasyfikacja medalowa
| Miejsce | Państwo           |    |    |    | Razem |
| ------- | ----------------- | -- | -- | -- | ----- |
| 1       | Kuba              | 8  | 3  | 4  | 15    |
| 2       | Brazylia          | 4  | 8  | 1  | 13    |
| 3       | Stany Zjednoczone | 2  | 1  | 7  | 10    |
| 4       | Wenezuela         | 2  | 1  | 4  | 7     |
| 5       | Kanada            | 1  | 0  | 6  | 7     |
| 6       | Kolumbia          | 1  | 0  | 4  | 5     |
| 7       | Argentyna         | 0  | 2  | 2  | 4     |
| 7       | Dominikana        | 0  | 2  | 2  | 4     |
| 9       | Portoryko         | 0  | 1  | 1  | 2     |
| 10      | Ekwador           | 0  | 0  | 2  | 2     |
| 11      | Haiti             | 0  | 0  | 1  | 1     |
| 11      | Meksyk            | 0  | 0  | 1  | 1     |
| Razem   | Razem             | 18 | 18 | 35 | 71    |

## Medaliści

### Mężczyźni
| Konkurencja: | Złoto:             | Srebro:           | Brąz:                            |
| −55 kg       | Sergio Mattey      | Dagoberto Botello | Kyle Taketa John Jairo Futtinico |
| −60 kg       | Frazer Will        | Denílson Lourenço | Javier Guédez Miguel Albarracín  |
| −66 kg       | Yordanis Arencibia | Leandro Cunha     | Sasha Mehmedovic Ludwing Ortiz   |
| −73 kg       | Ryan Reser         | Pedro Guedes      | Nick Tritton Ronald Girones      |
| −81 kg       | Óscar Cárdenas     | Emmanuel Lucenti  | Aaron Cohen Mario Valles         |
| −90 kg       | Tiago Camilo       | José Camacho      | Garry St. Leger Jorge Benavides  |
| −100 kg      | Oreidis Despaigne  | Leonardo Leite    | Keith Morgan Teófilo Diek        |
| ponad 100 kg | Daniel Hernandes   | Óscar Brayson     | Kirk Hoffmann Joel Brutus        |
| Open         | Carlos Honorato    | Óscar Brayson     | Franklin Pérez Adler Volmar      |

### Kobiety
| Konkurencja: | Złoto:            | Srebro:            | Brąz:                            |
| −44 kg       | María Velásquez   | Alexa Liddie       | Andrea Madgett                   |
| −48 kg       | Yanet Bermoy      | Daniela Polzin     | Lisseth Orozco Glenda Miranda    |
| −52 kg       | Sheila Espinosa   | María García       | Érika Miranda Flor Velázquez     |
| −57 kg       | Valerie Gotay     | Danielle Zangrando | Yagnelis Mestre Yadinis Amaris   |
| −63 kg       | Driulis González  | Daniela Krukower   | Ysis Barreto Jessica García      |
| −70 kg       | Yuri Alvear       | Mayra Aguiar       | Ronda Rousey Onix Cortés         |
| −78 kg       | Edinanci da Silva | Yurisel Laborde    | Lorena Briceño Marylise Lévesque |
| ponad 78 kg  | Ibis Dueñas       | Melissa Mojica     | Vanessa Zambotti Carmen Chalá    |
| Open         | Idalys Ortíz      | Priscila Marques   | Amy Cotton Heidi Moore-Seibold   |